# Massimo di Tiro
Massimo di Tiro (in greco antico: Μάξιμος Τύριος?, Máximos Týrios; in latino Maximus Tyrius; Tiro, II secolo – ...) è stato un retore e filosofo greco antico, vissuto all'epoca degli ultimi imperatori romani Antonini.

## Biografia
Originario di Tiro, lo si identifica comunemente con Cassio Massimo, a cui Artemidoro di Daldi dedicò i suoi Oneirokritikà.
Fra i massimi rappresentanti del cosiddetto "platonismo medio", si trasferì a Roma sotto il regno di Commodo, dove subito divenne famoso tra gli appartenenti alla Seconda sofistica.

## Opera
Di lui restano 41 Dissertazioni, ossia discorsi di argomento retorico-filosofico su temi come Se Socrate abbia fatto bene a non difendersi, Se si debba preferire la vita del Cinicoː Massimo definisce la propria produzione al più come "discorso" (λόγος) o "indagine" (σκέμμα), mentre Suda le chiama "indagini filosofiche" (φιλόσοφα ζητήματα) e il manoscritto "questioni filosofiche" (φιλοσοφούμενα) e "dissertazioni" (διαλέξεις). Infatti, nel manoscritto si fa distinzione tra quattro διαλέξεις e trentuno φιλοσοφούμενα, ma i trentacinque scritti, in realtà, corrispondono numericamente a quarantuno, a causa di alcuni raggruppamenti di titoli che interessano le Dissertazioni 8-9, 18-21 e 30-32.
Numerose sono le occasioni, nel corso delle Dissertazioni, in cui Massimo di Tiro si sofferma a riflettere sulla filosofia, indagandone la natura e il fine; ancora, riconosce a Omero e Socrate un ruolo di primo ordine nell’ambito dei contenuti delle dissertazioni; molte dissertazioni, ancora, presentano un'idea trascendente di Dio alla quale egli accompagna una vasta presenza di esseri divini, visti come intermediari tra l'uomo e la sfera divina; fornito di una cultura filologica, la sua dichiarata dipendenza da Platone viene contemperata da un sostanziale eclettismo, dove al platonismo si mescolano dottrine aristoteliche, stoiche, ciniche, neopitagoriche ed epicureeː
(11, 9.)
I temi della teodicea e il libero arbitrio sono, infine, trattati nelle Διαλέξεις 41 e 13, con cenni anche nella Dissertazione 5, sul ruolo della preghiera.
Da tutto ciò si evidenzia come, più che filosofo, appaia un colto intellettuale, profondo conoscitore della poesia di Omero, della filosofia antica e di quella del suo tempo, di cui egli si serve soprattutto per dimostrare al pubblico la sua abilità nell'arte oratoria e per sostenere la fondatezza delle sue argomentazioni secondo un procedimento che lo assimila alla sofistica dei discorsi contrapposti.